# Сновєдь (село)
Сновєдь (рос. Сноведь) — село в Виксинському міському окрузі Нижньогородської області Російської Федерації.
Населення становить 265 осіб. Входить до складу муніципального утворення Міський округ місто Викса.

## Історія
Раніше населений пункт належав до ліквідованого 2011 року Виксинського району. До 2011 року входило до складу муніципального утворення Робітниче селище Віля.

## Населення
| 1999 | 2002 | 2010 |
| ---- | ---- | ---- |
| 312  | ↗320 | ↘265 |